# Bärenschleuse

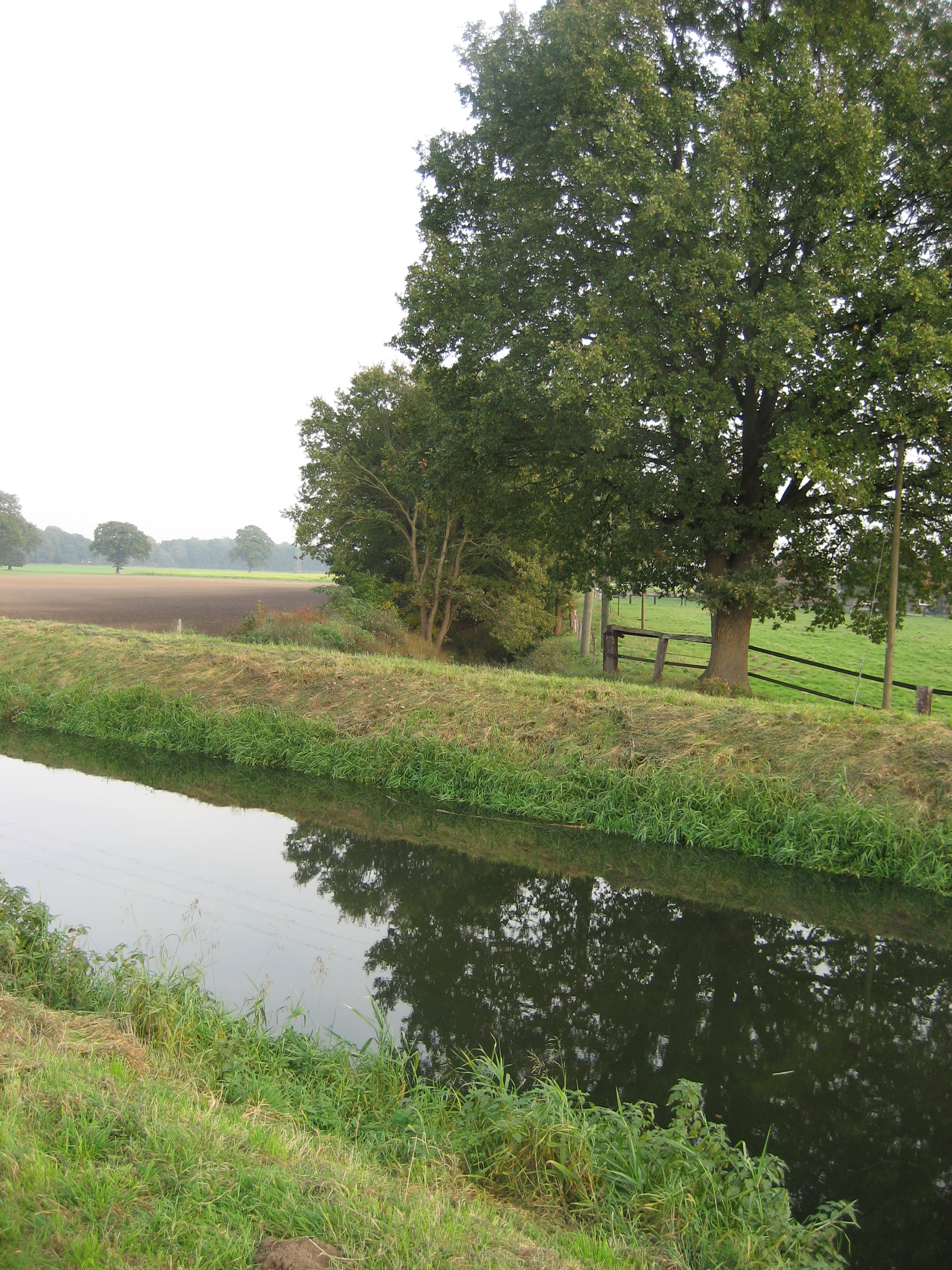
Die Issel kurz vor der Bärenschleuse

Die Bärenschleuse ist eine kleine Schleuse an der Issel und liegt auf dem Gebiet des Weseler Ortsteils Lackhausen.

## Lage
Die Bärenschleuse liegt am östlichen Rand des Stadtgebiets von Wesel in direkter Nähe der Stadtgrenzen zu Hamminkeln und Hünxe. Nächstgelegene Ortschaften sind Lackhausen und Obrighoven. Die Anlage liegt zwischen den Straßen Wurmflakstraße und An der Issel, von denen letztere knapp einen Kilometer nordwestlich an der Bundesstraße 70 endet. Die Issel kommt aus nordöstlicher Richtung auf die Bärenschleuse zu und knickt dort fast in einem 90°-Winkel ab, um in nordwestliche Richtung weiterzufließen. Von Osten kommend mündet der Entwässerungsgraben der Drevenacker Landwehr an dieser Stelle in die Issel ein.

## Geschichte
Angelegt wurde die immer noch betriebsfähige Bärenschleuse im frühen 17. Jahrhundert. Sie diente ursprünglich dazu, die Gräben um die befestigte Stadt Wesel zu füllen. Zu diesem Zweck wurde eine Teilung des Wassers vorgenommen, sodass ein Teil des Wassers dem eigentlichen Verlauf des Flusses Richtung Nordwesten folgte, während der abgezweigte Arm nach Südwesten in Richtung der Stadt verlief. Der künstliche Arm mündete nahe der Mündung der Lippe in den Rhein. Dies war bis weit ins 19. Jahrhundert hinein der Fall. Heute existiert dieser Arm nicht mehr, die Schleuse und der durch die Anpassung des Flussbetts entstandene Knick sind jedoch erhalten geblieben. Durch Restaurierungsarbeiten ist die Schleuse weiterhin betriebsfähig. Der Name der Bärenschleuse geht auf die niederdeutsche Bezeichnung „Baer“ (gesprochen mit langem „a“) für „Schleuse“ zurück.